# Purwasedar
Purwasedar is een bestuurslaag in het regentschap Sukabumi van de provincie West-Java, Indonesië. Purwasedar telt 7044 inwoners (volkstelling 2010).